# Thesea bicolor
Thesea bicolor är en korallart som beskrevs av Elisabeth Deichmann 1936. Thesea bicolor ingår i släktet Thesea och familjen Plexauridae. Inga underarter finns listade i Catalogue of Life.